# Misumenops splendens
Misumenops splendens là một loài nhện trong họ Thomisidae.
Loài này thuộc chi Misumenops. Misumenops splendens được Eugen von Keyserling miêu tả năm 1880.